# Santa Maria Antiqua

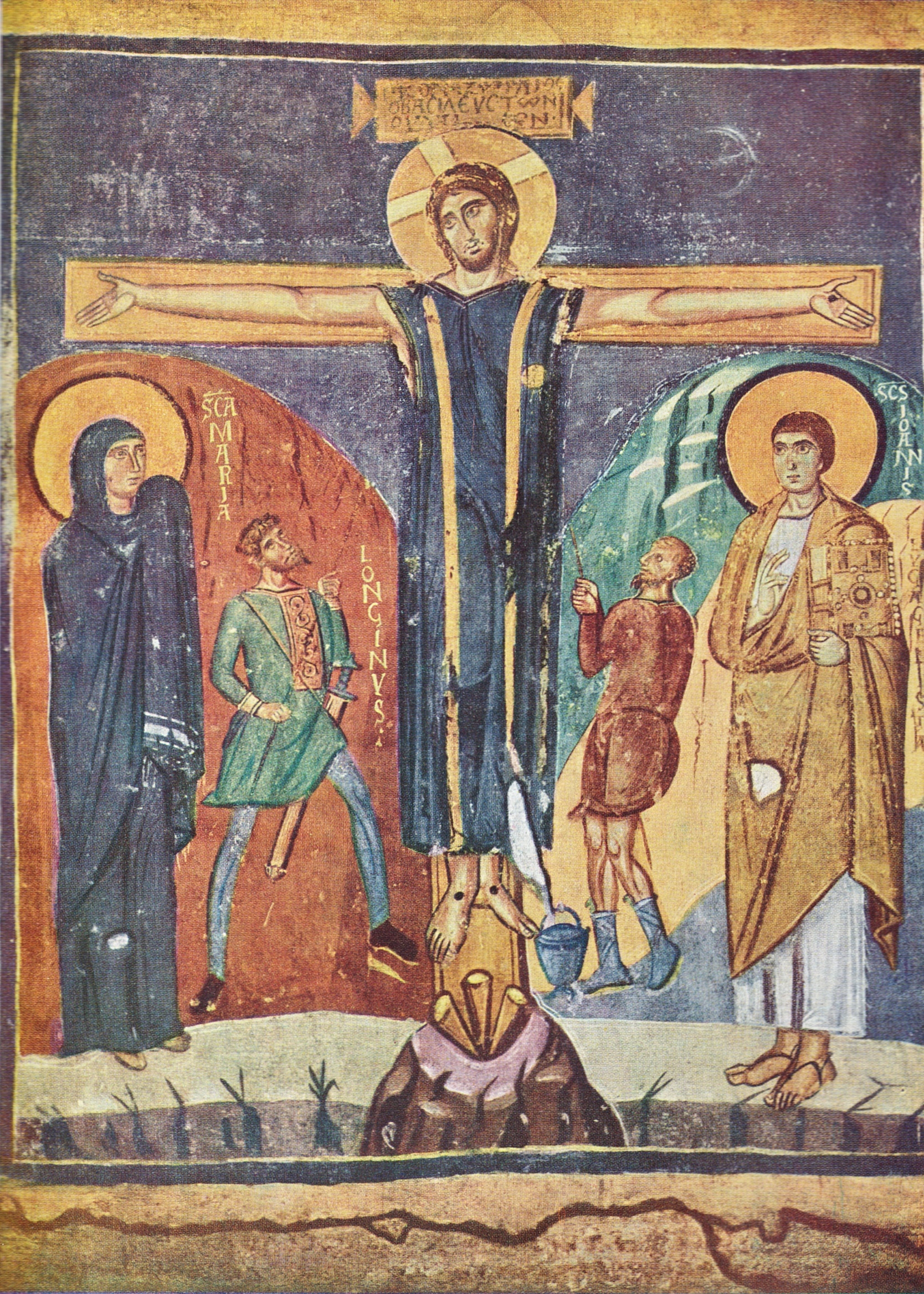
Kreuzigung: Jesus mit geöffneten Augen, im ärmellosen Kolobion, daneben Maria und Johannes sowie Longinus (mit Lanze) und Stephaton (mit Essigschwamm). Fresko in der Theodotus-Kapelle, 741–752 n. Chr.

Grundriss von Santa Maria Antiqua und Nebengebäuden, 1 Kirche, 2 Presbyterium, 3 Apsis, 4 Theodotus-Kapelle, 5 Kapelle der hll. Ärzte, 6 Aufgang zum Palatin, 8 Oratorium der 40 Märtyrer, 9 Atrium

Santa Maria Antiqua (lateinisch Ecclesia Sanctae Mariae Antiquae) ist eine Kirche am Fuß des Palatin in Rom.

## Geschichte
Die Kirche entstand in der Mitte des 6. Jahrhunderts durch Umgestaltung von kaiserlichen Gebäuden am Rand des Forum Romanum unterhalb des Kaiserpalastes auf dem Palatin. Diese Bauteile gehörten wahrscheinlich zum Palast des Tiberius; sie wurden vermutlich im 1. Jahrhundert n. Chr. durch Kaiser Domitian errichtet, der den Palast des Tiberius hatte wiederherstellen und eine neue Empfangshalle am Vicus Tuscus, der antiken Straße vom Forum Romanum zum Forum Boarium, hinzufügen lassen. Außerdem ließ er einen überdeckten Aufgang zu seinem Palast auf dem Palatin errichten oder den bereits von Caligula gebauten Aufgang restaurieren.
Im 6. Jahrhundert n. Chr. wurde das Gebäude zwischen der Treppenrampe und dem ehemaligen Tempelbezirk des Divus Augustus ohne größere architektonische Eingriffe in eine christliche Kirche umgewandelt: Aus der bisherigen Empfangshalle entstanden Narthex und Langhaus mit Presbyterium; die Nebenräume wurden zur Theodotus-Kapelle und zur Kapelle der Heiligen Ärzte umgestaltet. Das vor der Empfangshalle gelegene Atrium blieb erhalten. Aus dem zum ehemaligen Quellheiligtum der Nymphe Juturna gehörenden kleinen Gebäude vor dem Atrium wurde das Oratorium der Vierzig Märtyrer.
Man erreicht die Kirche heute an dem Oratorium der Vierzig Märtyrer vorbei und durch das quadratische Atrium (20 × 19 m), dessen Wände durch halbrunde und rechteckige Nischen aufgelockert sind. Im Atrium haben sich noch Reste des antiken Impluviums aus der Zeit des Caligula erhalten.

## Architektur
Der Kirchenraum besteht aus einer Halle (32 × 19 m) mit vier Eckpfeilern und je zwei Ziegelpfeilern (später Säulen) mit schmalen Zugängen zu den beiden als Pastophorien dienenden Räumen beiderseits der Apsis. Diese Bauformen stammen aus dem byzantinischen Kirchenbau und deuten darauf hin, dass der Umbau nach ostkirchlichen Vorbildern geplant worden ist. Das Presbyterium, das ursprünglich mit einer Rechtecknische abschloss, erhielt Ende des 6. Jahrhunderts eine flach gerundete Apsis. Die antike Marmorverkleidung an den Wänden und die Marmorplatten des Fußbodens wurden beibehalten.
Aus welchen Gründen konnte diese Kirche, die seit 640 den Namen S. Maria Antiqua trägt, in einem kaiserlichen Gebäude mit direktem Zugang zum Kaiserpalast eingerichtet werden? Es ist erwiesen, dass seit Mitte des 6. Jahrhunderts hohe byzantinische Regierungsbeamte in dem ehemaligen Kaiserpalast auf dem Palatin residierten. Von dem 686 verstorbenen Palastbeamten Platon ist bekannt, dass er als curator palatii den Treppenaufgang von S. Maria Antiqua auf den Palatin restaurieren ließ; er war der Vater von Papst Johannes VII., der auf dem Palatin aufwuchs. Zu dieser Zeit war in Rom auch eine kaiserliche Garnison stationiert; einer der Anführer, der Grieche Theodotus, stiftete Mitte des 8. Jahrhunderts die Wandmalereien in der Theodotus-Kapelle. Aus diesen Gründen wird vermutet, dass S. Maria Antiqua die für byzantinische und griechische Palastbeamte und Offiziere zuständige Kirche gewesen ist.
Noch unter Papst Leo III. gehörte S. Maria Antiqua zu den Diakoniekirchen, die bis zum 9. Jahrhundert für die Verteilung von Getreide an die städtische Bevölkerung zuständig waren. An ihrer Stelle wurde Sancta Maria Nova im 10. Jahrhundert Diakonie.
Der immer wieder durch Felssturz bedrohte Kirchenbau direkt am Abhang des Palatin verfiel nach dem Erdbeben von 847 allmählich. Über der verschütteten Kirche S. Maria Antiqua errichtete man im 14. Jahrhundert eine neue Kirche, die 1617 barockisiert wurde. Diese Kirche Santa Maria Liberatrice wurde 1899 abgerissen, um archäologische Grabungen zu ermöglichen und die wiederentdeckten Architekturreste und Wandmalereien von S. Maria Antiqua zu sichern.

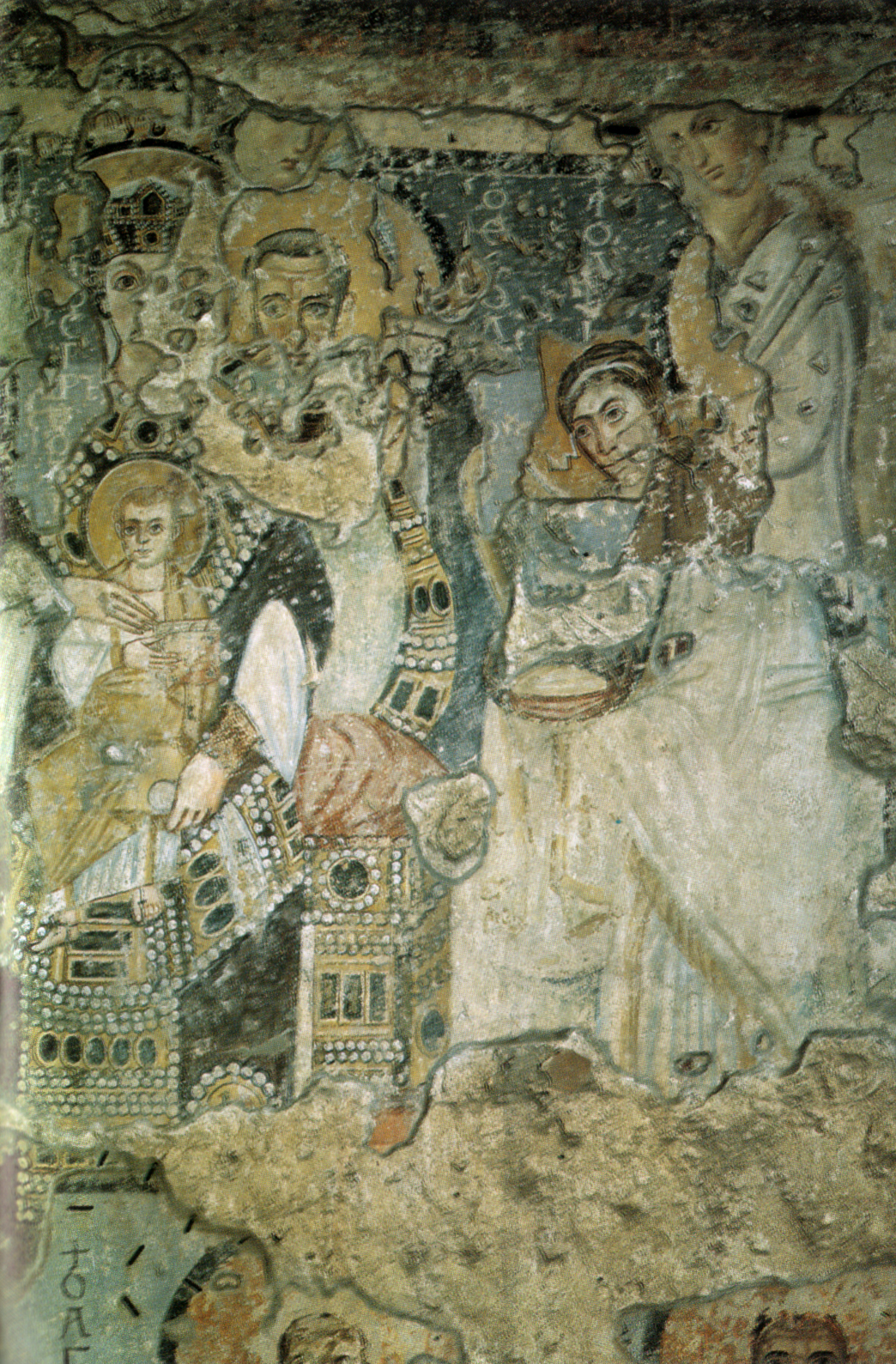
Palimpsest-Fresko mit vier Malschichten (ca. 550–707)

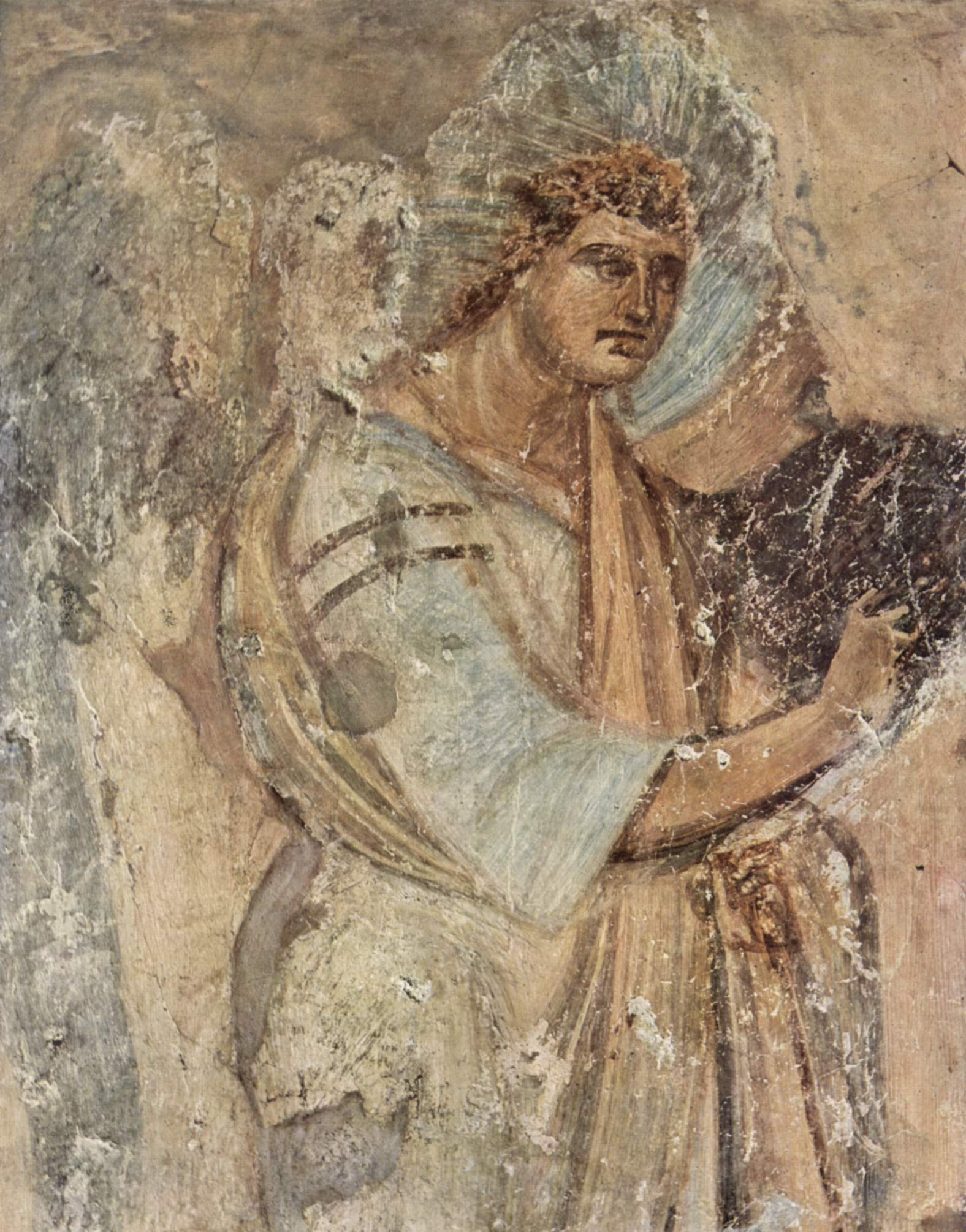
Verkündigungsengel auf dem zweiten Mittelschiffpfeiler links (um 700)

## Ausstattung
Durch die umfassenden Restaurierungsmaßnahmen der letzten 30 Jahre konnten in S. Maria Antiqua mehrere Schichten wertvoller Wandgemälde vor allem aus dem 6. bis 8. Jahrhundert gesichert werden. Sie bildeten, „wenn auch nur fragmentarisch erhalten, gleichsam ein Kompendium der frühmittelalterlichen Malerei in Rom. Sie sind zum guten Teil von hoher Qualität und erstaunlicher Frische und impressionistischem Schwung.“
2012 wurde die Kirche von Roms Antikenbehörde zunächst versuchsweise öffentlich zugänglich gemacht und bei Sonderführungen gezeigt. Nach einer weiteren halbjährlichen Schließung ab Oktober 2015 zum Abschluss der Restaurierungsarbeiten ist S. Maria Antiqua seit März 2016 wieder zugänglich.
Kunstgeschichtlich von besonderer Bedeutung sind die Fresken der Kirche.
Zu den am besten erhaltenen Wandmalereien gehören:
a) Aus dem 6. Jahrhundert:
„Maria Regina I.“ respektive Maria Augusta (Kaiserin) in der untersten Malschicht des sogenannten Palimpsest-Freskos an der Wand rechts neben der Apsis (552–579), durch Aushöhlung der Apsis Ende des 6. Jahrhunderts teilweise zerstört, so dass heute nur noch sichtbar sind: Gekrönte Gottesmutter mit Kind auf dem Thron mit einem von rechts herantretenden dunkelhaarigen Engel mit einer Krone in verhüllten Händen. Sie gehörte ursprünglich zum byzantinischen Amtsgebäude. Die zweite Malschicht zeigt rechts oben noch den Kopf des Engels Gabriel mit hellem Haar aus der „Verkündigung I“ (Ende 6. Jahrhundert); dieser „schöne Engel“ ist in außerordentlicher Virtuosität gemalt. Von der dritten Malschicht (um 650) haben sich nur die Köpfe der Kirchenväter Basilios und Johannes Chrysostomos erhalten. Aus der vierten Malschicht (um 707) ist noch der Kopf von Gregor von Nazianz zu sehen.
b) Aus dem 7. Jahrhundert stammen die Malereireste auf dem zweiten Pfeiler links (unter Papst Martin I. um 650), nämlich "Verkündigung II", Deesis und "Makkabäer".
c) Anfang des 8. Jahrhunderts (unter Papst Johannes VII. um 707):
„Maria Regina II“ bis zur Übermalung ca. 770 in der Apsiskalotte; "Kreuzigung I" auf der Apsiswand; „Szenen aus dem Leben Jesu“ an den Seitenwänden, darunter die „Anbetung der Magier“ auf der linken Seite; Fresken in der Kapelle der Heiligen Ärzte rechts vom Presbyterium.
d) Mitte des 8. Jahrhunderts (unter Papst Zacharias um 750):
Fresken in der Theodotus-Kapelle links des Presbyteriums mit „Kreuzigung II“ und „Stiftungsbild“ auf der Stirnwand.
e) Zweite Hälfte des 8. Jahrhunderts (unter Papst Paul I. um 760):
„Christus als Weltenrichter“ in der Apsis (als Ersatz für „Maria Regina II“); „Große Versammlung der Heiligen“ im linken Seitenschiff; „Die drei heiligen Mütter“ Anna, Maria und Elisabeth als Nischenbild im linken Seitenschiff; „Halbfigur des hl. Abbakyros“ von der linken Atriumwand.

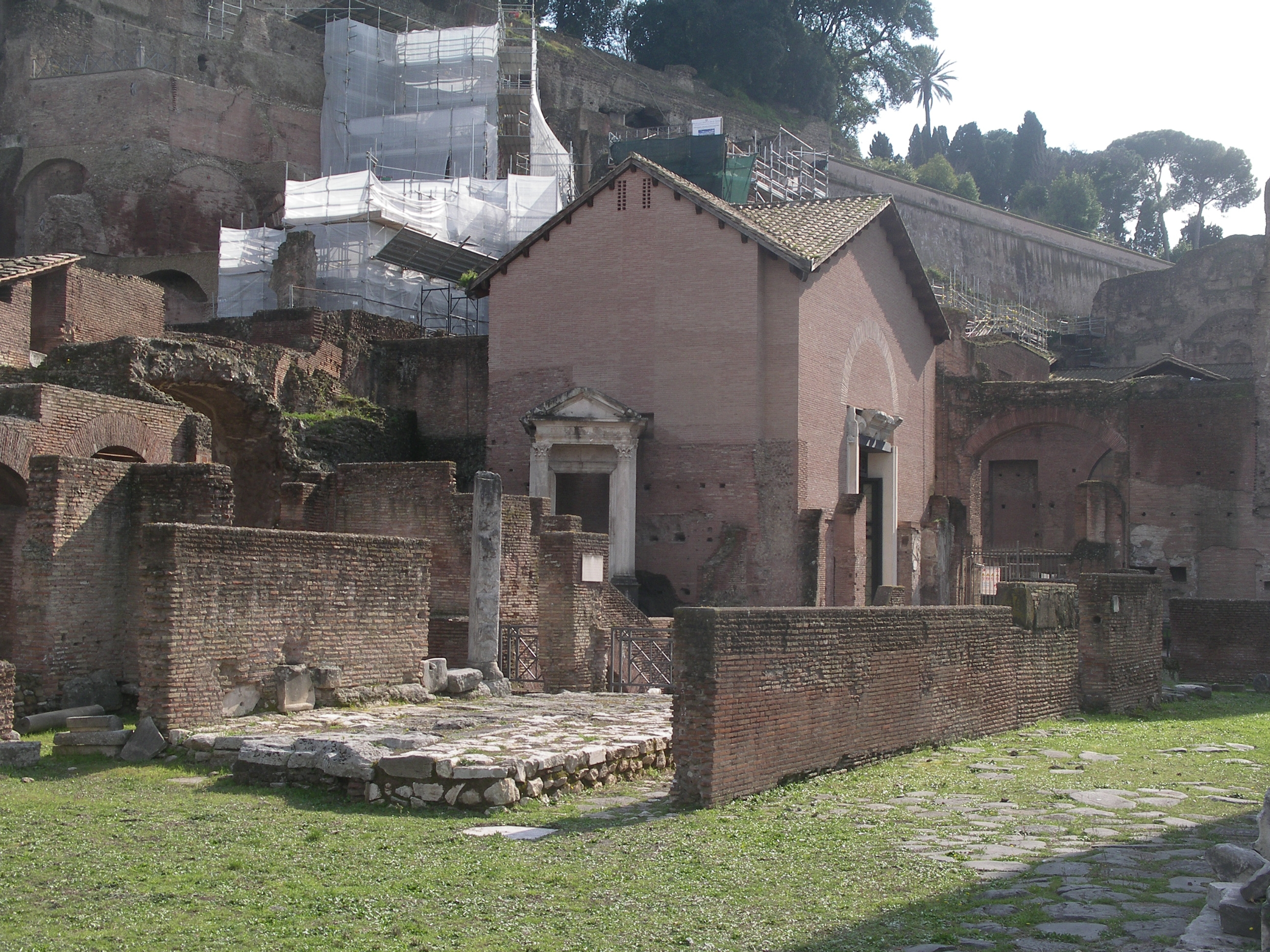
Oratorium der 40 Märtyrer, Zustand 2010

## Oratorium der Vierzig Märtyrer
Vor dem Atrium befand sich das Oratorium der Vierzig Märtyrer (10,5 × 8,5 m), das im 6. oder 7. Jahrhundert zur Erinnerung an die um 320 in Sebaste/Armenien unter Kaiser Licinius als Märtyrer gestorbenen vierzig Soldaten in einem Bau des 2. Jahrhunderts eingerichtet worden war.
Vorher hatte diese Cella als Aufenthalts- und Schlafraum für Kranke gedient, die an der zum dortigen Dioskurentempel gehörenden Quelle der Nymphe Juturna und dem Lacus Juturnae Heilung gesucht hatten.
Die – schlecht erhaltenen – Wandmalereien im Innern zeigen Marterszenen dieser Vierzig Märtyrer und anderer Heiliger.